# Oryza coarctata
Oryza coarctata là một loài thực vật có hoa trong họ Hòa thảo. Loài này được (Roxb.) Tateoka miêu tả khoa học đầu tiên năm 1965.